# Otto Ellison von Nidlef
Le baron Otto Ellison von Nidlef (né le 6 avril 1868 à St. Pölten; † 11 novembre 1947 à Sankt Stefan ob Stainz en Styrie) est un général de corps d'armée de l'armée austro-hongroise qui s'illustra lors de la Première Guerre mondiale dans le Tyrol et les Dolomites. Il servit dans la réserve de la Wehrmacht comme général de division (Generalleutnant).

## Biographie
La famille Ellison, originaire d'Angleterre, s'était établie dans le Hanovre ; vers 1800 elle se mit au service de l'Autriche.
Le chevalier Otto Ellison von Nidlef est l'un des trois fils du colonel en retraite Otto Ellison von Nidlef (1824–1914), qui fut élevé le 14 décembre 1884 au rang de chevalier de la Couronne d'Autriche. Ellison a reçu sa formation militaire à l'Académie impériale des techniques militaires de Vienne, dont il est sorti avec le brevet d'aspirant le 18 août 1889. Il fut d'abord affecté comme lieutenant au 2e bataillon du génie. Le 1er novembre 1891, il est confirmé au grade de lieutenant avec fonctions d'adjudant au chef de bataillon et officier formateur. Du 1er octobre 1892 au 1er septembre 1894, il suit les cours d'officier du génie : il est ensuite affecté à la direction des travaux de la place de Trente, puis le 1er décembre 1895 à la forteresse de Cattaro au Monténégro. Le 1er mai 1897, il est promu capitaine et commande une compagnie du 22e Régiment impérial d'infanterie dalmate „comte von Lacy“ à Mostar.
Otto Ellison von Nidlef épouse en 1898 Laura Bari−Gioppi, issue de la noblesse du Trentin.
Le 1er mai 1899, Ellison est affecté à l'état-major du Génie à la résidence de Brixen, dans le Tyrol. Après avoir commandé les troupes du génie à Trente, il est promu officier d'état-major le 20 août 1901. Le 15 mai 1903, il prend les fonctions de conseiller militaire à la Commission technique militaire impériale (k.u.k. Technisches Militärkomitee), et se trouve promu commandant le 1er novembre 1905. Le 1er novembre 1906, il devient professeur de fortification à l’École militaire de Vienne. Le 18 août 1911, il commande les forces du génie stationnées au Tyrol (résidence de Brixen), et la guerre éclate alors qu'il commande les forts de Riva, depuis le 17 avril 1914.
Le 16 juillet 1915, il dirige l'assaut contre l'aile gauche des lignes italiennes sur le plateau des Sept-Communes. Au cours de la contre-offensive italienne vers Trente, Ellison est à la tête de deux compagnies de milice territoriale, de quelques régiments de marche, de compagnies de volontaires de Merano et des jeunesses militaires de Haute-Autriche (Oberösterreichischen Jungschützen), en appui de l'aile gauche de la 180e Brigade d'infanterie. Leurs positions s'étalaient entre le piton de Posten Vezzena, le fort Verle et le fort Luserna. Il y avait, entre Verle et Lusern, un bastion de couverture (Basson) muni de 300 meurtrières, mais insuffisamment revêtu et donc, vulnérable à l'artillerie. C'est ainsi qu'au terme d'une préparation d'Artillerie étudiée, quelques éléments du 115e régiment d'infanterie italien parvinrent à s'emparer de cet ouvrage. Averti de cette percée, Ellison rassemble en hâte le 26 août 1915  toutes les unités disponibles pour reprendre le bastion ; mais un malentendu compromet cet ordre, si bien qu'Ellison se retrouve entouré de seulement quatre officiers et huit miliciens dans les fossés du bastion face à 300-400 ennemis épuisés, stupéfaits par l'attaque. Armé seulement d'un pistolet, le commandant autrichien s'écrie: « su le mani – mettersi in viaggio – indietro! » : c'est ainsi qu'il fait prisonniers 353 Italiens et leur chef de régiment, le colonel Riveri. Pour cet exploit, Otto Ellison est décoré le 17 août 1917 de la plus haute distinction de l'empire d'Autriche-Hongrie, l'Ordre militaire de Marie-Thérèse.

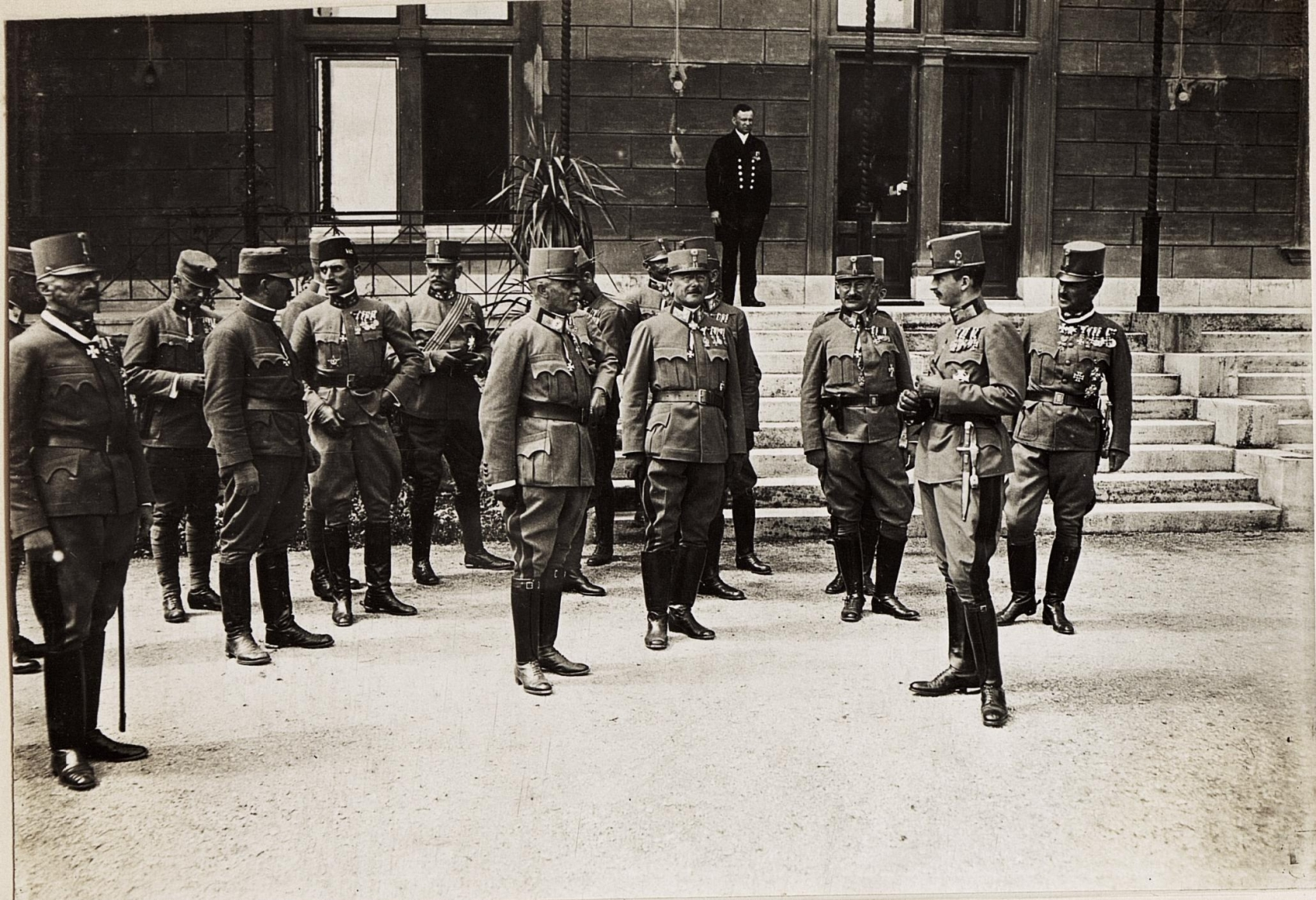
180e promotion de l'Ordre militaire de Marie-Thérèse, le 17 août 1917 à la Villa Wartholz, où Ellison von Nidlef fut décoré;

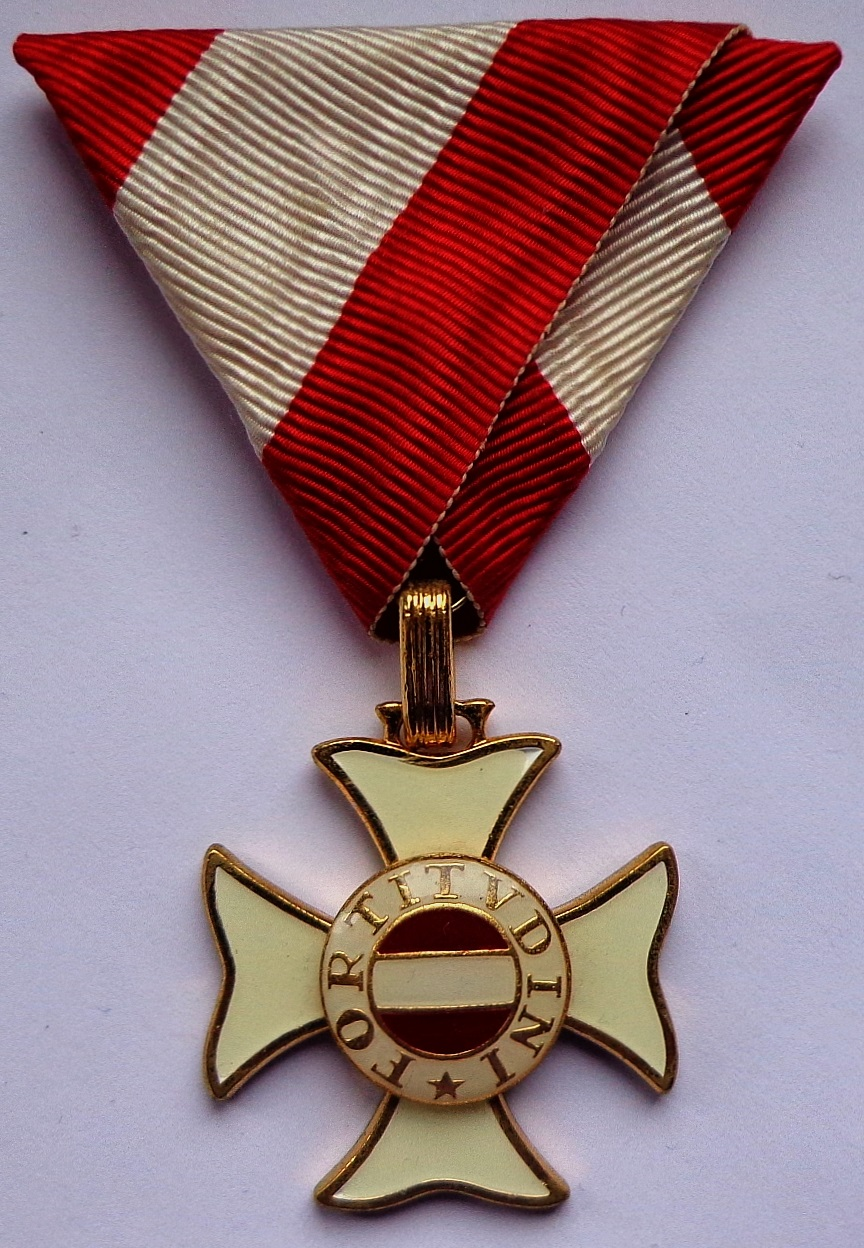
Croix de l'Ordre militaire de Marie-Thérèse.

Le 20 mai 1916, Ellison est nommé à la tête de la 43e brigade d'infanterie territoriale, qui prend part à l'offensive du Trentin. Le 3 octobre 1916, il est placé à la tête de la 1re brigade de chasseurs et engage ses troupes à l'assaut des lignes italiennes sur le Mont Pasubio. Au cours de cet assaut meurtrier, le colonel Antonio Gioppi, commandant le 7e régiment de chasseurs alpins, oncle de sa femme, est tué le 13 octobre 1916 par un tir d'obus.
Promu général de corps d'armée le 15 août 1917, il prend le commandement du IIe corps de la ligne du Tyrol. De juillet à août 1918, il reçoit l'appoint de la 163e Brigade d'infanterie pour la défense du col du Tonale. Le 1er octobre 1918, dans le cadre de l'ultime restructuration de l'Aviation impériale, il est promu commandant-en-chef des forces aériennes à l'Etat-major impérial, comme successeur de l'ex-inspecteur général Emil Uzelac.
Au mois de janvier 1919, le baron Ellison von Nidlef quitte le service actif pour se retirer à Graz. Il s'établit agriculteur à "Hirschnigel" en Styrie, tout en faisant fonction de conseiller militaire de l’Heimwehr jusque tard dans les années 1920, et fréquemment approché pour divers projets de coup d'état (il aurait été notamment l'âme du putsch de Pfrimer). En 1935, il achète une ferme à Lemsitz, près de Sankt Stefan ob Stainz.
À l'occasion des 25 ans de la victoire de Tannenberg, le 27 août 1939, Adolf Hitler le porte, comme de multiples officiers, sur la liste des généraux de réserve (zur Disposition) de la Wehrmacht. Malgré les avances répétées du Führer, Ellison von Nidlef, humilié par l'Anschluss, refusa de servir de caution au régime nazi.
Il fut toute sa vie proche du comédien Luis Trenker.
Il est inhumé dans le cimetière St-Leonhard de Graz.

## Distinction militaires autrichiennes (au 31 décembre 1918)
- Croix militaire du jubilé (1908)
- Croix militaire du souvenir du jubilé (1898)
- Distinction des Officiers de 3e classe
- chevalier de l'Ordre impérial de Léopold, croix militaire avec sabres
- Ordre de la Couronne de fer chevalier de 2e classe, croix militaire avec sabres
- Croix du Mérite militaire de 2e classe, croix militaire avec sabres
- chevalier de l'ordre militaire de Marie-Thérèse

## Voir également
- (de) Cet article est partiellement ou en totalité issu de l’article de Wikipédia en allemand intitulé « Otto Ellison von Nidlef » (voir la liste des auteurs).
- « Otto Freiherr Ellison von Nidlef », sur Österreich-Lexikon / AEIOU